# BIGMAMA
BIGMAMA（ビッグママ）は、日本の5人組ロックバンド。所属事務所はUKPMを経て、2022年よりIGNITE Managementに所属。レーベルはALL ACCESS RECORDS。
東京都・八王子にて結成。バンドサウンドにヴァイオリンを取り入れた5人編成のロックバンドであり、2006年にRX-RECORDSからCDデビューを果たす。

## 来歴
2001年 - 2005年
学祭で行われていたTOTALFATのライブを見たことを機に当時高校1年次であった金井政人とリアド偉武が楽器を始め、高校2年次に金井政人(当時Vo/Ba)・リアド偉武(Drums)・柿沼広也(Gt/Vo)を含むメンバー4人でバンド活動を始める。
当時はコピーバンドとしての活動を中心としており、過去には当時同じくコピーバンドとして活動していたUNISON SQUARE GARDENのメンバーと吉祥寺のライブハウスで対バンを行なった。
その後、高校3年次の文化祭のライブでYELLOWCARDのコピーバンドを行う目的でヴァイオリンを弾けるメンバーを招き入れたことがきっかけとなり、ヴァイオリンをいれたメンバー5人としてBIGMAMAの活動を開始した。

2006年
7月5日、1stミニアルバム『short films』をリリースし、新人としては異例の10000枚以上のセールスを記録した。
9月24日に行われたSHIBUYA-AX、八王子MATCH VOXでのライヴ以降、深澤(Gt)、横田(strings)の脱退により活動休止期間に入る。

2007年
2月10日、恵比寿LIQUIDROOMにて開催されたイベント「newtypes vol.1」にて新メンバーとして安井英人(bass)、東出真緒(strings)を迎え活動を再開。
6月6日、メンバーチェンジ後としては初となる音源、1stシングル『BOYS DON'T FLY』を発表した。
9月5日にワンコイン受注生産限定2nd シングル『Neverland』を発売。
12月5日、1stフルアルバム『Love and Leave』をリリースした。

2008年
1stアルバム『Love and Leave』のリリースに伴うツアーを行った。
ROCK IN JAPAN FESTIVALやSUMMER SONIC、Re:mixといった大型野外フェスへの出演。
9月17日、3rdシングル「Weekly Fairy Tale」を発売し、オリコンインディーズチャート1位、シングルチャート43位を獲得した。
12月3日、初の日本語歌詞の楽曲を取り入れた2ndアルバム『Dowsing For The Future』をリリースした。

2009年
1月から4月12日の恵比寿LIQUIDROOMにかけて2ndアルバム『Dowsing For The Future』に伴うリリースツアー「ここ掘れワンワンツアー2009」を行った。
7月22日、皆既日食をテーマとした表題曲「ダイヤモンドリング(2035/09/02)」を収録した4thシングル『ダイヤモンドリング』をリリースした（また、リリース日は日本において46年ぶりに皆既日食が観測された日である）。
11月4日、3rdアルバム『and yet, it moves 〜正しい地球の廻し方〜』をリリースし、翌年3月にかけて全国ツアー「and yet, we move〜正しいツアーの廻り方〜」を行った。

2010年
9月22日、新宿LOFTで1stアルバム『Love and Leave』の再現ライブを行い、同月28日には恵比寿LIQUIDROOMにて2ndアルバム『Dowsing For The Future』の再現ライブを行った。
10月6日、「ロック×クラシック」をテーマとしたコンセプト・アルバム『Roclassick』をリリースした。
リリースに伴うツアー「"Roclassick"release tour 2010-2011 〜母と行く、魅惑の新世界の旅〜」は翌年にかけて行われた。
12月25日には「"Roclassick" release tour 2010-2011 Christmas Special」と題し、九段会館にてキャリア初となる全席指定のホール公演を行った。
12月25日までに届く、完全受注生産によるシングルCD『I'm Standing on the Scaffold』、LIVE DVD『Back To The "2008.4.13"&"2009.4.12" ?We Don't Need a Time Machine?』をリリースし、CD&DVD同時購入者には先着特典で特製の袋（靴下）が一緒に届いた。また、12月25日のライブ終了後には、クリスマスプレゼントと題してLIVE DVD『BIGMAMA - the cookie crumbles @ 2010.09.22 新宿LOFT』を無料配布し、翌年1月1日にお年玉と題してホームページ上に同内容の動画を公開した。
12月31日に行われた年越しライブイベント「GT2011」ではカウントダウンを務めた。

2011年
前年から引き続き行われたツアーと並行し、2月17日・2月18日に恵比寿LIQUIDROOMにて行われたYELLOWCARDの来日公演にて前座を務めた。
5月8日（母の日）には渋谷La.mamaにて昼の部＆夜の部のダブルヘッダーのチャリティーLIVEを開催した。
7月6日、6thシングル『秘密とルーシー』をリリース。
9月14日に7thシングル 『#DIV/0!』のリリースと同時にLIVE DVD『〜母と行く、魅惑の映像世界の旅〜』をリリースした。

2012年
1月25日、4thアルバム『君がまたブラウスのボタンを留めるまで』をリリースし、本作を携えたツアー「母がまた母の日を終えるまで」を発表。
その中でツアー日程の1つである3月23日のTOKYO DOME CITY HALLでの公演はキャリア二度目の全席指定での公演となる「母がまた座席指定のライブを終えるまで」と題され、当日は金井政人の喉の不調に見舞われながらもライブは行われた。
その後、仙台公演は延期となるも、5月13日（母の日）のZepp Tokyoでの公演や6月2日の公演となった仙台Rensaでのライブも行われ、ツアーは終了した。
また、同時期に既存曲のリアレンジ版と4thアルバムの収録曲からのシングルカットを含む計4曲が収録されたスペシャルシングルCD『母に贈るCD』がリリースされている。
9月12日、9thシングル『風船夫婦の俯瞰show』がリリースされ、1曲目には清涼飲料水「ゲロルシュタイナー」の音楽プロジェクト「GEROCK」とコラボレーションした楽曲「Mr. & Mrs. Balloon feat. GEROCK」が収録された。
11月 - 12月、[Champagne]（現:[Alexandros]）とのスプリットツアー「RX-RECORDS presents 星の屑ども作戦〜STAR-DU-STARS MEMORY〜 」を開催。
12月12日、10thシングル『Jeffrey Campbellのスケートシューズで』をリリース。
12月24日、2部制の「BIGMAMA 2012 Xmas Special Live」を開催。
年越しイベント［GT2013」では年明け後のヘッドライナーを務めた。

2013年
3月13日、5thアルバム『君想う、故に我在り』と、ビデオクリップ集『母子手帳 2006-2012』が発売され、アルバムリリースに伴い「BIGMAMA Tour 2013 "ライブ・イズ・ミルフィーユ"」が行われた。
6月15日のツアーファイナル公演は再び全席指定公演としてTOKYO DOME CITY HALLで行われ、翌日には追加公演として同会場にて、公演日が父の日であることにちなみ、BIGPAPAと改名した上でライブが行われた。
8月28日、11thシングル『alongside』のリリースと共に1st〜3rdアルバムが廉価版として再リリースがなされた。
これに関連して、11月1日・3日・4日には赤坂BLITZにて過去に発表された楽曲へ焦点をあてたライブ「We Don't Need a Time Machine」が開催された。
同シリーズの番外編として、新宿ACB HALLにて1stミニアルバム『short films』のレコ発ツアーと同じセットリストでライブを行った。
12月下旬は東名阪のCLUB QUATTROをツアー形式で巡る形式として「BIGMAMA X'mas Special Live 2013」が行われた。
12月28日に出演したCOUNTDOWN JAPAN 13/14ではGALAXY STAGEのトリを務めた。

2014年
2月26日、12thシングル『Sweet Dreams』をリリース。
4月15日、金井政人の初の著書となる絵本『おやすみなさい〜Sweet Dreams〜』が発売。
4月16日、再び「ロック×クラシック」をテーマとしたコンセプト・アルバム『Roclassick2』をリリース。
5月11日（母の日）でのZepp Tokyoにおける公演から7月16日にかけて「Roclassick Tour 2014」が行われた。
初の4日間開催となったROCK IN JAPAN FESTIVAL 2014には最終日のLAKE STAGEのトリとして出演した。
11月28日のNHK大阪ホール、12月14日のTOKYO DOME CITY HALLにてホールライブ「Milkahoric 2014」を開催。
12月17日、13thシングル『ワンダーラスト』を東海地方のタワーレコード6店舗で、2000枚限定リリース。
12月25日、EX THEATER ROPPONGIでクリスマスライブ「Royalized X'mas」を開催。
7年連続出演となったCOUNTDOWN JAPAN 14/15ではGALAXY STAGEでのカウントダウンを務めた。

2015年
2月25日、6thアルバム『The Vanishing Bride』をリリース。
4月4日の横浜Bay Hallからバンド史上最長となるツアー「The Vanishing Bright Tour 2015 〜消えた花嫁を探せ〜」が行われ、千秋楽となったZepp Tokyo公演では"消えた花嫁"役としてハリセンボンの近藤春菜がステージに登場した。
その後も同ツアーは楽曲のリクエストが行われた新木場スタジオコーストでの公演や沖縄・台湾でのライブを含んだ追加公演がなされた。
9月2日、全国のタワーレコード及びTOWERmini店舗限定で14thシングル『MUTOPIA』をリリース。
12月20日・23日・24日、東名阪でクリスマスライブ「BIGMAMA X'mas Parade 2015」を開催。

2016年
CDデビュー10周年を記念した特別企画“BIGMAMAnniversary 2016〜2017 MAMonthly Special”が行われた。
3月9日、特別企画の一環として、15thシングル『SPECIALS』をリリース（表題曲「SPECIALS」は「REDS TV GGR」及び「浦和レッズスーパーマッチ」のEDに起用された）。
6月10日、「REDS TV GGR」へゲスト出演を果たす。なお、ドラムの偉武の姉は同番組の第10代アシスタントを務めた経験を持ち、当日は姉弟揃って同番組への出演を果たした。
7月6日、HYとのコラボレーション企画としてHY+BIGMAMA名義でアルバム『Synchronicity』をリリースし、同作を携えたツアー「Synchronicity Tour 2016」も行われた。
スマートフォン向けゲーム「SHOW BY ROCK!!」に楽曲を提供し、ゲーム内ではメンバーをイメージしたキャラクターも登場した。
12月31日、年越しライブイベント「GT2017」ではカウントダウンを務めた。

2017年
2月10日、現在の編成となって10周年を迎えたことを記念し、現メンバーで初めてライブを行った恵比寿LIQUIDROOMにて初ライブと同じ日にライブ「THE BEGINNING 2007.02.10」を開催。
3月22日、7thアルバム『Fabula Fibula』をリリース。
5月14日 - 7月9日、全国ツアー「ファビュラ旅行記 2017」を開催。
7月19日、『Fabula Fibula』のスピンオフ作品となる16thシングル『DOPELAND』をリリース（同シングルのブックレットには住野よるによる掌編小説「DOPELAND」が掲載されている）。
9月6日、初のベストアルバム『BESTMAMA』をリリース。
10月15日、キャリア初となる日本武道館で単独公演を開催。チケットは完売となり、更に2018年よりユニバーサルミュージックとパートナーシップを組んで活動していくことが発表された。
11月4日、台北にて、「ファビュラ旅行記 2017」の番外編を開催。

2018年
3月7日、メジャー移籍第一弾シングルとなる『Strawberry Feels』をリリース。表題曲の「Strawberry Feels」は、同年1月よりMBS・TBS系列にて放送されるテレビドラマ「賭ケグルイ」の主題歌である。
1月24日、日本武道館公演のほぼ全てを収録したBlu-ray&DVD「BIGMAMA in BUDOKAN」をリリース。
2月14日 - 5月13日、全国10箇所のワンマンツアー「TRANSIT MAMA TOUR 2018」を開催。
10月31日、8th（メジャー1st）アルバム『-11℃』をリリース。
12月25日 - 2019年2月24日、全国ツアー「+11℃」を開催。

2019年
4月17日、シングル『mummy mummy』をリリース。表題曲の「mummy mummy」は、MBS・TBS系列にて放送されるテレビドラマ「賭ケグルイ」の主題歌である。
5月12日、母の日ライブ「mummy's day」をZepp Tokyoで開催。
10月9日 - 10月17日、東名阪クアトロで「Roclassick tour 2019」を開催。
12月18日、コンセプトアルバム『Roclassick ~the Last~』をリリース。
12月25日、東京マイナビBLITZ赤坂にて「Roclassichristmas」を開催。

2020年
1月30日 - 5月10日、全国27箇所をまわるワンマンツアー「Roclassick Tour 2020」を開催するが、ツアー期間中に新型コロナウイルスの感染が拡大したことを受け、3月1日の札幌公演以降の開催が中止となる。
5月10日 シングル『セントライト』をリリース。この日をもってドラムのリアド偉武が脱退となった。
7月20日、TOTALFATの配信ライブにシークレットゲストとして出演。以後、Bucket Banquet Bisをドラムスサポートに迎え活動。
8月21日、新木場STUDIO COASTにて新体制の初ワンマンライブ「We Don’t Need a Time Machine 2020」を開催（無観客生配信）。
12月16日、シングル 「Snow Motion.ep」をリリース。
12月17日 - 12月25日、「Christmas Parade 2020」を東名阪有観客にて開催。名阪は昼夜2回公演、12月25日は生配信も行った。
12月24日、「BIGMAMA Christmas 2020 Holy Night ～誰もがみんなサンタクロース～」を無観客にて生配信。

2021年
1月5日、「PRAYLIST」のミュージックビデオを発表。
5月9日、サポートメンバーとして参加していたBucket Banquet Bisが正式メンバーとなる。

2024年
10月19日、NTTドコモ・スタジオ&ライブとレーベルパートナーシップを組む。ALL ACCESS RECORDS所属アーティストとなる。

## メンバー

### 現メンバー
| 名前                         | 生年月日               | 担当                                   | 備考 |
| ---------------------------- | ---------------------- | -------------------------------------- | --- |
| 金井政人 （かない まさと）   | 1985年5月3日（40歳）   | - ボーカル - ギター                    | 長野県生まれの東京都出身。大半の作詞と作曲を担当。 |
| 柿沼広也 （かきぬま ひろや） | 1985年10月24日（39歳） | - ギター - ボーカル                    | バンドの中ではカッキーと呼ばれている。 |
| 安井英人 （やすい ひでと）   | 1986年3月8日（39歳）   | ベース                                 | |
| 東出真緒 （ひがしで まお）   | 1982年11月22日（42歳） | - ヴァイオリン - キーボード - コーラス | |
| Bucket Banquet Bis           |                        | ドラムス                               | - YouTubeにてドラムにまつわる動画を投稿するYouTuberとして活動。ニックネームは「ビスたん」。 - リアド脱退後、サポートメンバーとして参加していたが、2021年5月9日の母の日ワンマンライブにおいて、正式メンバーとなる。 - YouTubeの動画同様、頭にバケツを被った姿で活動し、素性は一切明かされていない。 |

### 旧メンバー
- 深澤祐介 - ギター・コーラス
- 横田康平 - ストリングス・コーラス
- リアド偉武 - ドラムス・プログラミング

## ディスコグラフィ

### CDシングル
|                                      | 発売日                     | タイトル                               | 規格                       | 規格品番                                    | オリコン                   | 初収録アルバム                               | 備考                                                   |
| インディーズ（RX-RECORDS）           | インディーズ（RX-RECORDS） | インディーズ（RX-RECORDS）             | インディーズ（RX-RECORDS） | インディーズ（RX-RECORDS）                  | インディーズ（RX-RECORDS） | インディーズ（RX-RECORDS）                   | インディーズ（RX-RECORDS）                             |
| ------------------------------------ | -------------------------- | -------------------------------------- | -------------------------- | ------------------------------------------- | -------------------------- | -------------------------------------------- | ------------------------------------------------------ |
| 1st                                  | 2007年6月6日               | BOYS DON'T FLY                         | CD                         | RX-011                                      | 80位                       | 『Love and Leave』                           |                                                        |
| 2nd                                  | 2007年9月5日               | Neverland                              | CD                         | RX-013                                      | 76位                       | 『Love and Leave』                           |                                                        |
| 3rd                                  | 2008年9月17日              | Weekly Fairy Tale                      | CD                         | RX-022                                      | 43位                       | 『Dowsing For The Future』                   |                                                        |
| 4th                                  | 2009年7月22日              | ダイヤモンドリング                     | CD                         | RX-033                                      | 54位                       | 『and yet, it moves 〜正しい地球の廻し方〜』 |                                                        |
| 5th                                  | 2010年12月25日             | I'm Standing on the Scaffold           | CD                         | RX-043                                      | [ 注 2 ]                   | 『君がまたブラウスのボタンを留めるまで』     |                                                        |
| 6th                                  | 2011年7月6日               | 秘密とルーシー                         | CD                         | RX-048                                      | 25位                       | 『君がまたブラウスのボタンを留めるまで』     |                                                        |
| 7th                                  | 2011年9月14日              | #DIV/0!                                | CD                         | RX-049                                      | 23位                       | 『君がまたブラウスのボタンを留めるまで』     |                                                        |
| 8th                                  | 2012年5月13日              | 母に贈るCD                             | CD                         | RX-060                                      | [ 注 3 ]                   | 『君がまたブラウスのボタンを留めるまで』     |                                                        |
| 9th                                  | 2012年9月12日              | 風船夫婦の俯瞰show                     | CD                         | RX-064                                      | 26位                       | 『君想う、故に我在り』                       |                                                        |
| 10th                                 | 2012年12月12日             | Jeffrey Campbellのスケートシューズで   | CD                         | RX-067                                      | 19位                       | 『君想う、故に我在り』                       |                                                        |
| 11th                                 | 2013年8月28日              | alongside                              | CD                         | RX-077                                      | 37位                       | 『The Vanishing Bride』                      |                                                        |
| 12th                                 | 2014年2月26日              | Sweet Dreams                           | CD                         | RX-084                                      | 20位                       | 『The Vanishing Bride』                      |                                                        |
| 13th                                 | 2014年12月17日             | ワンダーラスト                         | CD                         | RX-102                                      | [ 注 4 ]                   | 『The Vanishing Bride』                      |                                                        |
| 14th                                 | 2015年9月2日               | MUTOPIA                                | CD                         | RX-110-A〜G                                 | [ 注 5 ]                   | 『Fabula Fibula』                            |                                                        |
| 15th                                 | 2016年3月9日               | SPECIALS                               | CD                         | RX-116                                      | 20位                       | 『Fabula Fibula』                            |                                                        |
| 16th                                 | 2017年7月19日              | DOPELAND                               | CD                         | RX-134                                      | 26位                       | 『Fabula Fibula』 『-11℃』                   |                                                        |
| メジャー（UNIVERSAL J / RX-RECORDS） |                            |                                        |                            |                                             |                            |                                              |                                                        |
| 17th                                 | 2018年3月7日               | Strawberry Feels                       | CD+DVD CD                  | UPCH-7397（初回限定盤） UPCH-5935（通常盤） | 44位                       | 『-11℃』                                     | メジャーデビューシングル。                             |
| 18th                                 | 2019年4月17日              | mummy mummy                            | CD+DVD CD                  | UPCH-7484（初回限定盤） UPCH-5959（通常盤） | 44位                       |                                              |                                                        |
| インディーズ（RX-RECORDS）           |                            |                                        |                            |                                             |                            |                                              |                                                        |
|                                      | 2021年8月20日              | WE RUN ON FAITH （TOTALFAT × BIGMAMA） | CD                         | RX-191                                      | [ 注 6 ]                   |                                              | TOTALFAT × BIGMAMA名義でリリースされたコラボシングル。 |
| 19th                                 | 2022年3月23日              | Let it beat                            | CD                         | RX-194                                      | 40位                       |                                              |                                                        |

#### 配信限定シングル
|                                      | 発売日                               | タイトル                                  | 規格品番                             | 初収録アルバム                         | 備考                                                  |                                      |                                      |
| メジャー（UNIVERSAL J / RX-RECORDS） | メジャー（UNIVERSAL J / RX-RECORDS） | メジャー（UNIVERSAL J / RX-RECORDS）      | メジャー（UNIVERSAL J / RX-RECORDS） | メジャー（UNIVERSAL J / RX-RECORDS）   | メジャー（UNIVERSAL J / RX-RECORDS）                  | メジャー（UNIVERSAL J / RX-RECORDS） | メジャー（UNIVERSAL J / RX-RECORDS） |
| ------------------------------------ | ------------------------------------ | ----------------------------------------- | ------------------------------------ | -------------------------------------- | ----------------------------------------------------- | ------------------------------------ | ------------------------------------ |
| 1st                                  | 2018年12月25日                       | Foxtail                                   |                                      | 『-11℃ (Complete Version)』            | 通常盤と初回限定盤の『-11℃』には未収録。              |                                      |                                      |
| インディーズ（RX-RECORDS）           |                                      |                                           |                                      |                                        |                                                       |                                      |                                      |
| 2nd                                  | 2020年5月10日                        | セントライト                              | RX-175                               | 未収録                                 |                                                       |                                      |                                      |
| 3rd                                  | 2021年6月2日                         | The Naked King 〜What a Beautiful Life〜  | RX-187                               | 未収録                                 | 「The Naked King 〜美しき我が人生を〜」英語バージョン |                                      |                                      |
| 4th                                  | 2021年11月17日                       | 誰もがみんなサンタクロース (acoustic ver) | RX-192                               | 未収録                                 |                                                       |                                      |                                      |
| インディーズ（FUSE RECORDS）         |                                      |                                           |                                      |                                        |                                                       |                                      |                                      |
| 5th                                  | 2024年4月1日                         | 化学｜Utsu2                               |                                      | 『Tokyo Emotional Gakuen 追加履修 EP』 | Distributed by SPACE SHOWER FUGA                      |                                      |                                      |
| 6th                                  | 2024年5月12日                        | 美術｜ESORA                               |                                      | 『Tokyo Emotional Gakuen 追加履修 EP』 | Distributed by SPACE SHOWER FUGA                      |                                      |                                      |
| 7th                                  | 2024年6月12日                        | 家庭科｜PEACE OF CAKE                     |                                      | 『Tokyo Emotional Gakuen 追加履修 EP』 | Distributed by SPACE SHOWER FUGA                      |                                      |                                      |
| インディーズ（ALL ACCESS RECORDS）   |                                      |                                           |                                      |                                        |                                                       |                                      |                                      |
| 8th                                  | 2024年11月15日                       | Mirror World                              | AAR-002                              | 未収録                                 |                                                       |                                      |                                      |
| 9th                                  | 2025年1月29日                        | 旋律迷宮                                  | AAR-004                              | 未収録                                 |                                                       |                                      |                                      |

### アルバム

#### ミニ・アルバム / EP
|                              | 発売日                     | タイトル                           | 規格                       | 規格品番                   | オリコン                   | 備考                             |
| インディーズ（RX-RECORDS）   | インディーズ（RX-RECORDS） | インディーズ（RX-RECORDS）         | インディーズ（RX-RECORDS） | インディーズ（RX-RECORDS） | インディーズ（RX-RECORDS） | インディーズ（RX-RECORDS）       |
| ---------------------------- | -------------------------- | ---------------------------------- | -------------------------- | -------------------------- | -------------------------- | -------------------------------- |
| 1st                          | 2006年7月5日               | short films                        | CD                         | RX-006                     | 129位                      | 初期メンバーによるミニアルバム。 |
| 2nd                          | 2020年12月16日             | Snow Motion.ep                     | CD                         | RX-180                     | [ 注 7 ]                   |                                  |
| 3rd                          | 2021年5月5日               | What a Beautiful Life              | CD                         | RX-186                     | [ 注 8 ]                   |                                  |
| インディーズ（FUSE RECORDS） |                            |                                    |                            |                            |                            |                                  |
| 4th                          | 2024年6月14日              | Tokyo Emotional Gakuen 追加履修 EP | CD+スリーブケース          |                            | [ 注 9 ]                   |                                  |

#### スタジオ・アルバム
|                                      | 発売日                                        | タイトル                                 | 規格                              | 規格品番                                    | オリコン                     |
| インディーズ（RX-RECORDS）           | インディーズ（RX-RECORDS）                    | インディーズ（RX-RECORDS）               | インディーズ（RX-RECORDS）        | インディーズ（RX-RECORDS）                  | インディーズ（RX-RECORDS）   |
| ------------------------------------ | --------------------------------------------- | ---------------------------------------- | --------------------------------- | ------------------------------------------- | ---------------------------- |
| 1st                                  | 2007年12月5日 2013年8月28日（ベストプライス） | Love and Leave                           | CD                                | RX-015 RX-079（ベストプライス）             | 61位 239位（ベストプライス） |
| 2nd                                  | 2008年12月3日 2013年8月28日（ベストプライス） | Dowsing For The Future                   | CD                                | RX-024 RX-080（ベストプライス）             | 46位 242位（ベストプライス） |
| 3rd                                  | 2009年11月4日 2013年8月28日（ベストプライス） | and yet, it moves 〜正しい地球の廻し方〜 | CD                                | RX-032 RX-081（ベストプライス）             | 22位 249位（ベストプライス） |
| 4th                                  | 2012年1月25日                                 | 君がまたブラウスのボタンを留めるまで     | CD                                | RX-055                                      | 13位                         |
| 5th                                  | 2013年3月13日                                 | 君想う、故に我在り                       | CD                                | RX-070                                      | 14位                         |
| 6th                                  | 2015年2月25日                                 | The Vanishing Bride                      | CD+DVD（初回限定盤） CD（通常盤） | RX-100（初回限定盤） RX-101（通常盤）       | 15位                         |
| 7th                                  | 2017年3月22日                                 | Fabula Fibula                            | CD+DVD（初回限定盤） CD（通常盤） | RX-127（初回限定盤） RX-128（通常盤）       | 19位                         |
| メジャー（UNIVERSAL J / RX-RECORDS） |                                               |                                          |                                   |                                             |                              |
| 8th                                  | 2018年10月31日                                | -11℃                                     | CD+DVD（初回限定盤） CD（通常盤） | UPCH-7459（初回限定盤） UPCH-2175（通常盤） | 18位                         |
| 8th                                  | 2019年4月17日                                 | -11℃ (Complete Version)                  | CD+DVD                            | UPCH-7483                                   |                              |
| インディーズ（FUSE RECORDS）         |                                               |                                          |                                   |                                             |                              |
| 9th                                  | 2023年10月25日                                | Tokyo Emotional Gakuen                   | CD                                | DDCZ-2302                                   |                              |

#### コンセプト・アルバム
|                                      | 発売日                     | タイトル                   | 規格                           | 規格品番                                      | オリコン                   |
| インディーズ（RX-RECORDS）           | インディーズ（RX-RECORDS） | インディーズ（RX-RECORDS） | インディーズ（RX-RECORDS）     | インディーズ（RX-RECORDS）                    | インディーズ（RX-RECORDS） |
| ------------------------------------ | -------------------------- | -------------------------- | ------------------------------ | --------------------------------------------- | -------------------------- |
| 1st                                  | 2010年10月6日              | Roclassick                 | CD CD+DVD                      | RX-038（CD盤） RX-039（CD+DVD盤）             | 17位                       |
| 2nd                                  | 2014年4月16日              | Roclassick2                | CD                             | RX-088                                        | 5位                        |
| メジャー（UNIVERSAL J / RX-RECORDS） |                            |                            |                                |                                               |                            |
| 3rd                                  | 2019年12月18日             | Roclassick 〜the Last〜    | 2CD（初回限定盤） CD（通常盤） | UPCH-7551/2（初回限定盤） UPCH-2202（通常盤） | 40位                       |

#### ベスト・アルバム
|                            | 発売日                     | タイトル                   | 規格                       | 規格品番                   | オリコン                   |
| インディーズ（RX-RECORDS） | インディーズ（RX-RECORDS） | インディーズ（RX-RECORDS） | インディーズ（RX-RECORDS） | インディーズ（RX-RECORDS） | インディーズ（RX-RECORDS） |
| -------------------------- | -------------------------- | -------------------------- | -------------------------- | -------------------------- | -------------------------- |
| 1st                        | 2017年9月6日               | BESTMAMA                   | 2CD                        | RX-135 RX-136              | 20位                       |

#### コラボレーション・アルバム
|     | 発売日       | タイトル                    | 規格 | 規格品番 | オリコン |
| --- | ------------ | --------------------------- | ---- | -------- | -------- |
| 1st | 2016年7月6日 | Synchronicity（HY+BIGMAMA） | CD   | UPCH7165 | 24位     |

### その他
- 楽曲提供

## タイアップ一覧
| 使用年 | 曲名                                | タイアップ                                                                                 |
| ------ | ----------------------------------- | ------------------------------------------------------------------------------------------ |
| 2011年 | 秘密                                | テレビ東京系『開運!なんでも鑑定団』エンディングテーマ                                      |
| 2012年 | until the blouse is buttoned up     | テレビ東京系『ちょこっとイイコト 〜岡村ほんこん♥しあわせプロジェクト〜』エンディングテーマ |
| 2012年 | until the blouse is buttoned up     | 北海道テレビ『NO MATTER BOARD（'11-'12シーズン）』2012年3月度エンディングテーマ            |
| 2012年 | Mr. & Mrs. Balloon feat. GEROCK     | サッポロ飲料「ゲロルシュタイナー」音楽プロジェクト「GEROCK」コラボレーション楽曲           |
| 2014年 | [楽曲不明]                          | スカパー! Jスポーツ「松本山雅篇」地域限定TVCMソング                                        |
| 2014年 | [楽曲不明]                          | スカパー! Jスポーツ「静岡ダービー篇」地域限定TVCMソング                                    |
| 2014年 | ワンダーラスト                      | ZIP-FM開局21周年コラボソング                                                               |
| 2015年 | alongside                           | VITALON「御茶園」CMソング                                                                  |
| 2016年 | SPECIALS                            | テレビ埼玉『REDS TV GGR』エンディングテーマ                                                |
| 2016年 | SPECIALS                            | テレビ埼玉 試合中継番組『浦和レッズスーパーマッチ』エンディングテーマ                      |
| 2016年 | SPECIALS                            | 北海道テレビ『夢チカ18』4月度エンディングテーマ                                            |
| 2016年 | Make Up Your Mind～運命に着火する～ | 「PUMA THE MISSION - Run The Night」テーマソング                                           |
| 2017年 | Make Up Your Mind～運命に着火する～ | 関西テレビ・フジテレビ系『#nakedEve』エンディングテーマ                                    |
| 2017年 | SPECIALS                            | テレビ埼玉『HOT WAVE』3月度エンディングテーマ                                              |
| 2017年 | ヒーローインタビュー                | 朝日放送テレビ『教えて!ニュースライブ 正義のミカタ』オープニングテーマ                     |
| 2017年 | 荒狂曲"シンセカイ"                  | テレビ埼玉『HOT WAVE』9月度エンディングテーマ                                              |
| 2018年 | Strawberry Feels                    | MBS・TBS系ドラマイズム『賭ケグルイ』主題歌                                                 |
| 2018年 | POPCORN STAR                        | 楽天モバイル インフォマーシャルCMソング                                                    |
| 2019年 | mummy mummy                         | MBS・TBS系ドラマイズム『賭ケグルイ season2』主題歌                                         |
| 2022年 | Let it beat                         | 関西テレビ『KEIBA BEAT』テーマソング                                                       |
| 2024年 | PEACE OF CAKE                       | 「モンストグランプリ2024 ジャパンチャンピオンシップ」公式テーマソング                      |
| 2024年 | 美術｜ESORA                         | 大阪経済法科大学「かかってこい、無理ゲー時代。」篇 CMソング                                |

## 主なライブ

### ワンマンライブ・主催イベント
- 主催ツアーについて記載